# پردازنده زئون
پردازنده زئون (‎/ˈziːɒn/‎ ; ZEE-on) یک نام تجاری از ریزپردازنده‌های اکس۸۶ است که توسط اینتل طراحی، تولید و به بازار عرضه شده است. پردازنده‌های زئون مبتنی بر معماری مشابه پردازنده‌های معمولی درجه دسکتاپ هستند، اما دارای ویژگی‌های پیشرفته‌ای مانند پشتیبانی از حافظه ئی‌سی‌سی، تعداد هسته‌های بیشتر، خطوط پی‌سی‌آی اکس‌پرس بیشتر، پشتیبانی از مقادیر بیشتر رم و حافظه پنهان بزرگ‌تر هستند.
نام تجاری زئون در چندین نسل از پردازنده‌های آی‌ای-۳۲ و x86-64 حفظ شده است. مدل‌های مبتنی بر P6 نام Xeon را به انتهای نام پردازنده دسکتاپ مربوطه خود اضافه کردند، اما همه مدل‌ها از سال ۲۰۰۱ به تنهایی از نام Xeon استفاده می‌کردند. پردازنده‌های زئون معمولاً علاوه بر قابلیت‌های چند پردازشی، حافظه پنهان و هسته‌های بیشتری نسبت به همتایان دسکتاپ خود دارند.